# Kiến trúc sư
Kiến trúc sư (chữ Hán: 建筑师; bính âm: Jiànzhúshī; phiên âm: kiến trúc sư; tạm dịch: người thầy có chuyên môn kỹ thuật và thẩm mỹ về kiến tạo cấu trúc) là người thông qua việc phân tích nhu cầu sử dụng để lập ý tưởng thiết kế về không gian, hình thức, giải pháp cũng như cấu trúc công trình nhằm tạo ra sự liên kết giữa con người với các công trình xây dựng đó.
Tại một số quốc gia phương Đông, Kiến trúc sư được xem như một ngành nghề đặc thù phức tạp vì có yêu cầu cao về nhận thức trách nhiệm và đạo đức nghề nghiệp. Đôi lúc, Kiến trúc sư bị nhầm lẫn với Kỹ sư Kiến trúc.

## Nguồn gốc

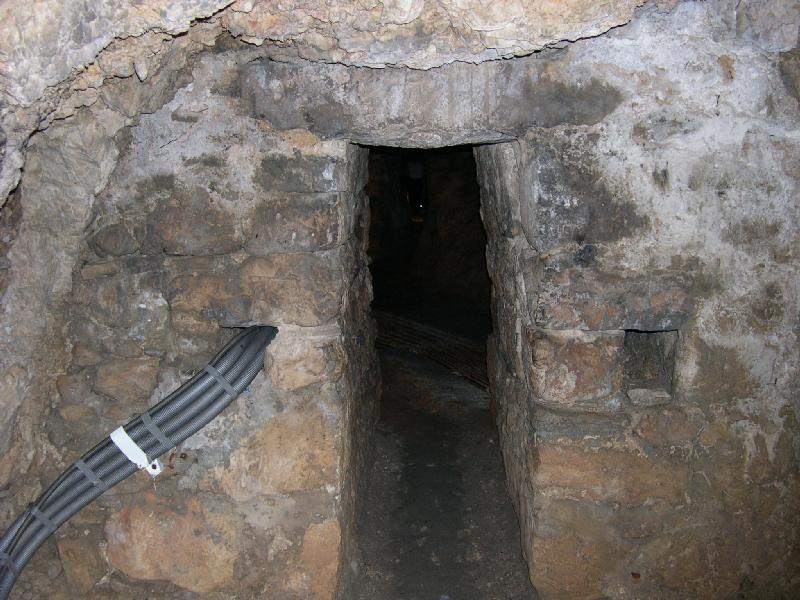
Đường hầm của Eupalinos tại Samos - một hòn đảo của Hy Lạp ở phía đông biển Aegea.

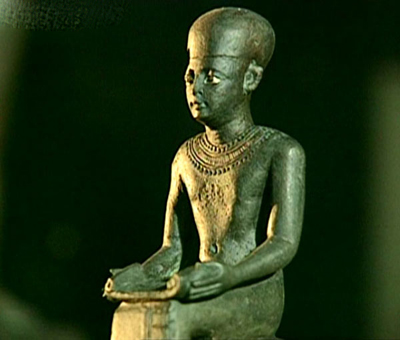
Học giả Ai Cập Imhotep được xem là kỹ sư, kiến trúc sư đầu tiên trong lịch sử nhân loại.

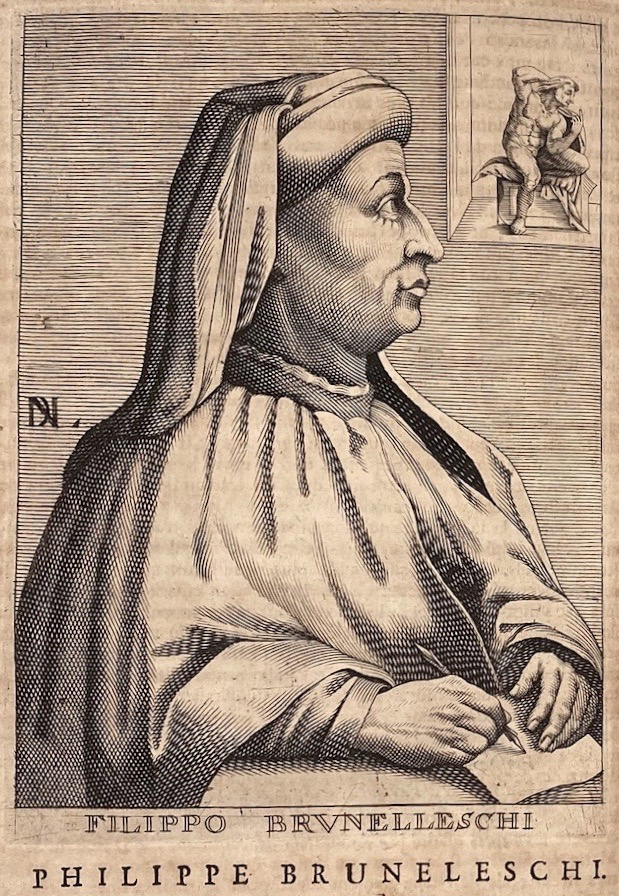
Filippo Brunelleschi được tôn kính là một trong những kiến trúc sư tài năng và sáng tạo nhất trong lịch sử nhân loại.

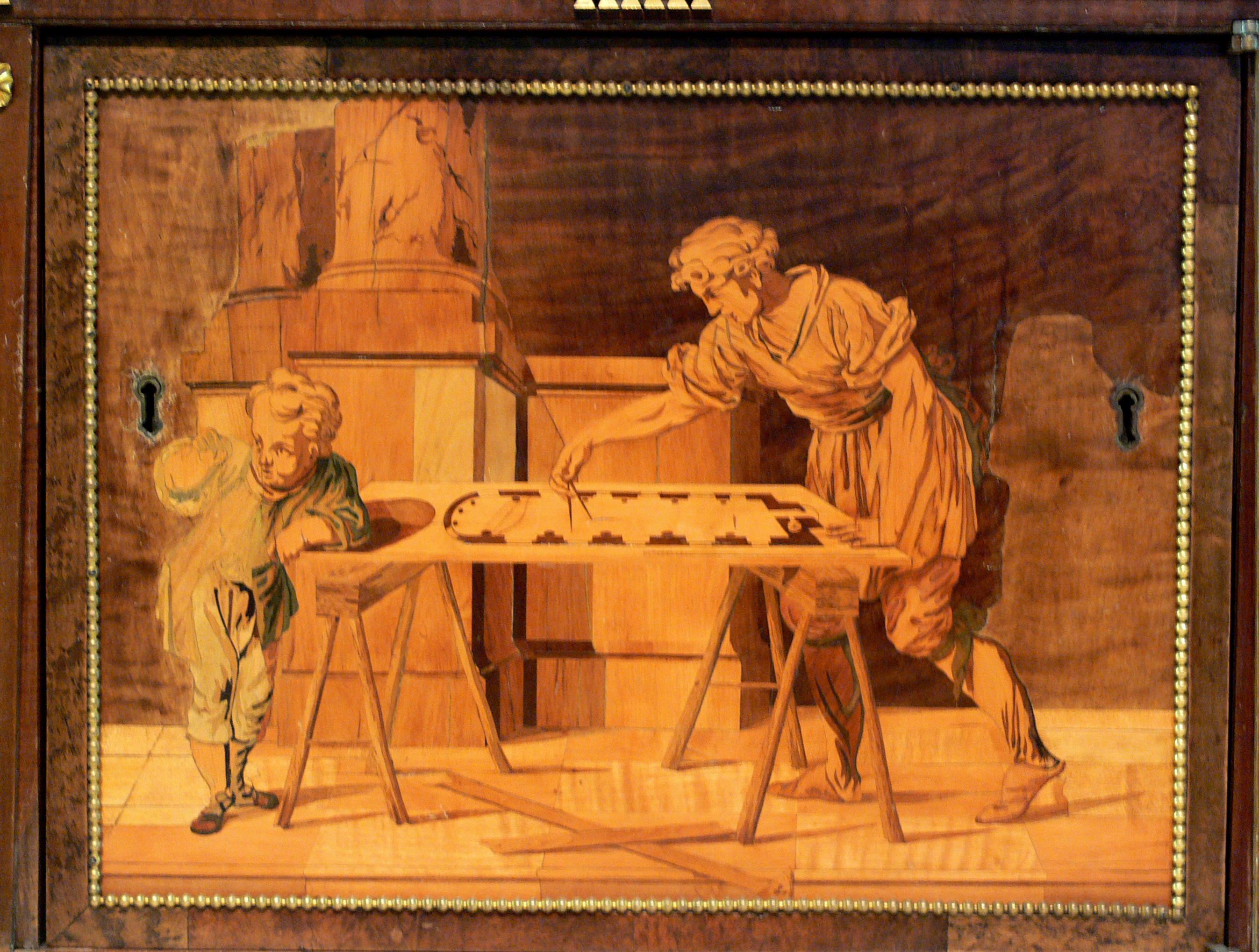
Neuwieder Kabinett và Cộng sự Kiến trúc trong phòng làm việc, năm 1779.